# Lorenzo Tiepolo (pittore)
Lorenzo Baldissera Tiepolo (Venezia, 8 agosto 1736 – Madrid, 2 maggio 1776) è stato un pittore e incisore italiano della Repubblica di Venezia, figlio di Giambattista Tiepolo e fratello di Giandomenico Tiepolo.

## Biografia
Iniziò precocemente la sua attività e a soli 15 anni accompagnò il padre e il fratello a Würzburg, chiamati dal Principe Vescovo Karl Philipp von Greiffenclau zu Vollrads per la decorazione del suo palazzo. A questo periodo appartengono una serie di disegni definitivamente a lui attribuiti.
Rientrato a Venezia firmò diversi ritratti fra cui uno di dama (a pastello) datato 1757 ora conservato a Ca' Rezzonico; al soggiorno veneziano, che durerà appena cinque anni, viene anche ascritta una breve attività incisoria volta a replicare le opere paterne che con la sua "connotazione realistica però fa pensare al successivo momento spagnolo".
Nel 1761 risultava inserito in una confraternita di pittori veneziani, "la Fraglia". L'anno dopo abbandonò definitivamente Venezia per Madrid, dove aiutò il padre nella realizzazione degli affreschi per Carlo III; nel 1768 dipinse un soffitto della reggia e un ritratto della famiglia reale, che dopo la morte del padre (1770) lo sostenne economicamente con una piccola pensione annua, con la quale egli vivrà per il resto della sua vita.
Della sua attività incisoria rimangono nove acqueforti.